# Linkse Alliantie

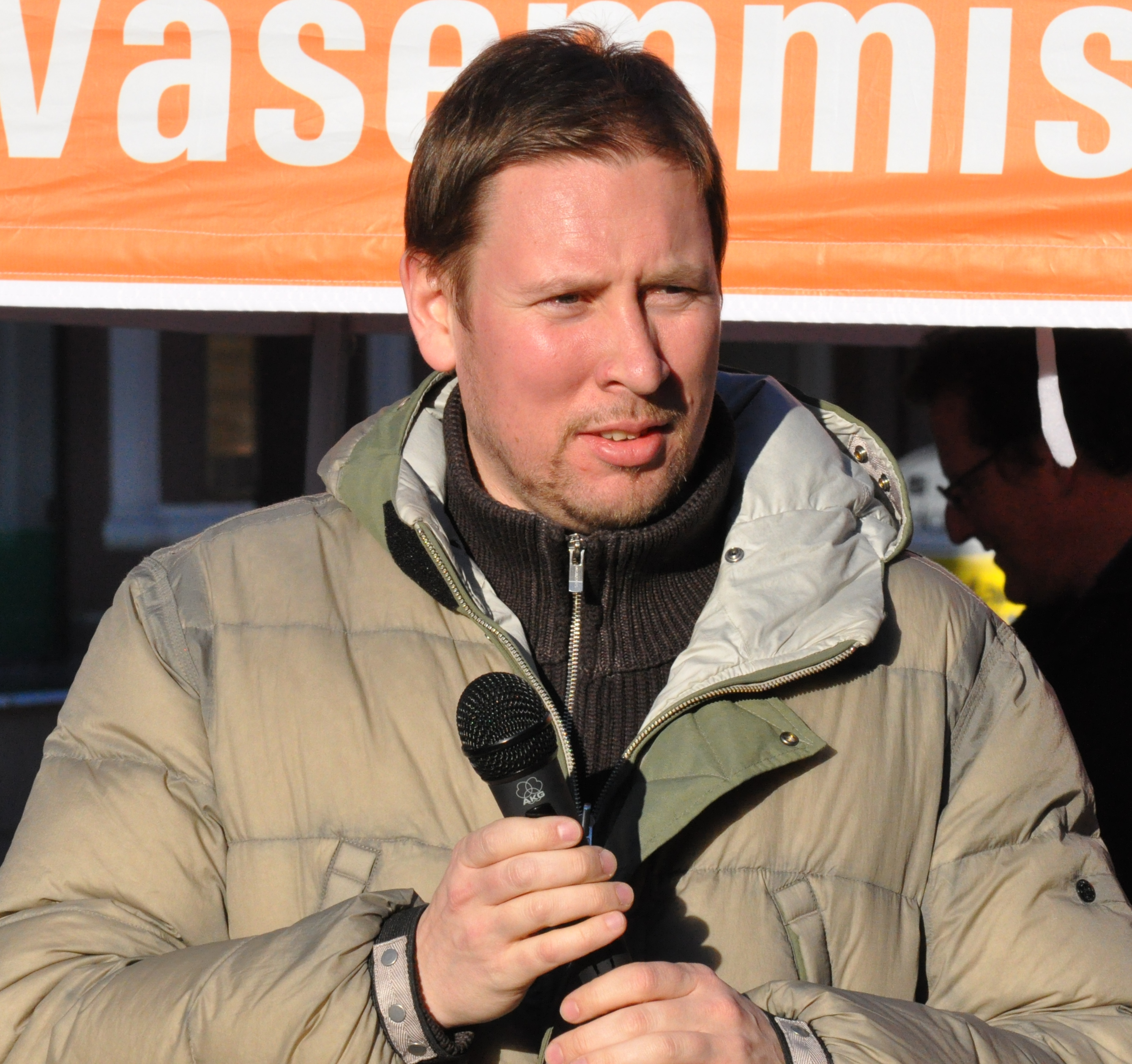
Partijleider en Cultuurminister Paavo Arhinmäki.

De Vasemmistoliitto (Zweeds: Vänsterförbundet; Nederlands: Linkse Alliantie) is een linkse partij in Finland. In parlementsverkiezingen haalt de partij ongeveer tussen de 8 en 10% van de stemmen.

## Geschiedenis
De Vasemmistolliito is in april 1990 ontstaan als een samengaan tussen de Suomen Kansan Demokraattinen Liitto (Finse Volksdemocratische Liga; SKDL) en de Suomen Kommunistinen Puolue (Finse Communistische Partij; SKP). De SKDL moet gezien worden als een na de Tweede Wereldoorlog ontstane samenwerking tussen linkse, socialistische en communistische krachten. Hoewel de SKDL vaak wordt geleid door een niet-communistische voorzitter, domineert de communistische SKP de Volksdemocratische Liga.
De korte geschiedenis van de partij wordt gekenmerkt door interne conflicten en ruzies. Verschillende partijleden verlaten de partij om de sociaaldemocratische SDP te vervoegen of de in 1997 heropgerichte SKP. Een poging om samen te smelten met de sociaaldemocraten stuit in 2005 nog op veel verzet. In 2006 neemt partijleider Suvi-Anne Siimes ontslag uit onvrede over de jarenlange vetes binnen de partij.
Tussen 1995 en 2003 maakt de Linkse Alliantie deel uit van de regering van Paavo Lipponen (SDP). In 2009 verliest de partij al haar leden op Europees niveau; de partij maakt op dat niveau deel uit van de Noordse Groen-Linkse Alliantie (NGLA). Bij de Finse nationale verkiezingen van 2011 worden 14 leden van de Linkse Alliantie in de Eduskunta, het parlement, gekozen. Andermaal door interne onenigheid hebben ondertussen al twee parlementairen de fractie verlaten.
Sinds 2011 maakt de partij deel uit van de zes-partijenregering van Jyrki Katainen (Kok.). De Linkse Alliantie levert in die regering de met partijleider Arhinmäki de minister van Cultuur en Sport en met Merja Kyllönen de minister van Transport.
In april 2016 kondigde Arhinmäki aan dat hij geen andere termijn als partijleider zou zoeken. Op 11 juni 2016 werd Arhinmäki opgevolgd door Li Andersson.

## Ideologie
Het partijprogramma, zoals aangenomen op een partijcongres in 2007, lijst de basiswaarden van de partij op als gelijkheid, vrijheid en duurzame ontwikkeling. Men streeft naar werk en inkomen voor iedereen en een democratie die sterker is dan het kapitaal.
Over een standpunt ten opzichte van de Europese eenmaking is de partij verdeeld. Wel is de jongere generatie eerder pro-Europees, in contrast tot de oudere garde.

## Partijleiders
- Claes Andersson (1990–1998)
- Suvi-Anne Siimes (1998–2006)
- Martti Korhonen (2006–2009)
- Paavo Arhinmäki (2009–2016)
- Li Andersson (2016–heden)